# Битва при Медине (1812)
Битва при Медине произошла в 1812 году в ходе Османо-саудовской войны.

## Предыстория
В результате распространения ваххабитских идей в середине XVIII века было создано первое централизованное феодально-теократическое саудовское государство с центром в городе Ад-Дирийя, которое к 1780 году взяло под контроль всю территорию Неджда. Последовательно было захвачено побережье Персидского залива (Эль-Хаса), Кувейт и Бахрейн (1803) и внутренние районы Омана. В 1802 году ваххабиты атаковали Кербелу, в 1803 году захватили Мекку, в 1804 году — Медину. К 1806 году ими был взят под контроль весь Хиджаз. Экспансия ваххабизма нанесла серьёзный удар по престижу османского султана как «защитника священных городов». Кроме того, ваххабиты стали чинить препятствия совершающим хадж паломникам, нападали на караваны и начали представлять определённую угрозу для экономики Османской империи.
В этих условиях османский султан Мустафа IV, занятый в основном делами в европейской части империи, поручил в декабре 1807 года решить проблему угрозы ваххабизма силовым путём своему вассалу Мухаммеду Али-паше.
3 сентября 1810 года было объявлено о выступлении египетских войск в Хиджаз: во главе сухопутных египетских войск встал шестнадцатилетний сын Али-паши Тусун-бей. В 1812 году египетские войска при поддержке враждебных ваххабитам бедуинских племен начали наступление на Медину.

## Ход сражения
Тусун-бей осадил Медину в октябре 1812 года. Мохаммед Али послал на подмогу к Тусун-бею Ахмета Агу с подкреплением из 10 000 человек. Египетская армия, после артобстрела, успешно штурмовала город. Потери  саудовских бойцов составили около 600 человек. Через три недели, в ноябре 1812 года, сдался и укрывавшийся в цитадели ваххабитский гарнизон.